# Cortiçada
Cortiçada ist eine Gemeinde (freguesias) des portugiesischen 
Kreises Aguiar da Beira. In Cortiçada leben 314 Einwohner (Stand 19. April 2021) auf einer Fläche von 12,7 km².

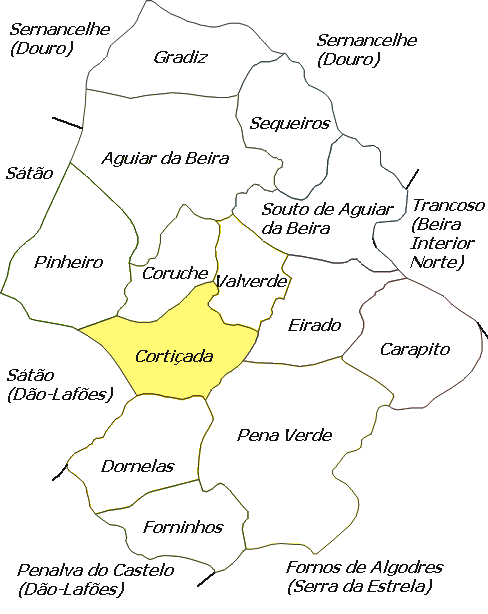
Lage Cortiçadas im Kreis